# جون بي. جونز (ضابط)
جون بي. جونز (بالإنجليزية: John B. Jones)‏ هو ضابط أمريكي، ولد في 22 ديسمبر 1834، وتوفي في 19 يوليو 1881.